# Stüpp
Stüpp ist im westlichen Rheinland die Bezeichnung für einen Werwolf. Offenbar ist diese regionale Variante des europaweit bekannten Gestaltwandlers die einzige mit einem eigenen Namen. Der Stüpp ist in zahlreichen Volksüberlieferungen im Gebiet zwischen Rhein und Eifel bzw. Selfkant vertreten und hat seine nächsten Verwandten in Westfalen, wo ein ähnlicher Unhold unter dem Namen Klüngelpelz oder Böxenwolf gefürchtet wurde, sowie in den an Deutschland grenzenden Provinzen Belgiens und der Niederlande.

## Der Stüpp – eine Spielart des Werwolfs
Der Stüpp unterscheidet sich vom Werwolf, wie er in den meisten westeuropäischen Volksüberlieferungen auftritt, dadurch, dass er seine Opfer in der Regel nicht zerfleischte, sondern ihnen auflauerte (meistens an einem Kreuzweg, der Friedhofsmauer oder einem Bach oder Fluss), sie von hinten ansprang und sich von ihnen tragen (im rhein. Dialekt: „pöözen“ oder „hackeln“) ließ. Dies verbindet ihn mit einer anderen Figur aus dem Volksglauben, dem Aufhocker, der in der rheinischen Sagenwelt ebenfalls häufig vertreten ist. Er begleitete seine Opfer häufig in Gestalt eines scheinbar verspielten Hündchens, wurde dabei aber immer größer und sprang ihnen dann auf den Rücken und ließ sich nicht mehr abschütteln. Meistens wurde er von Schritt zu Schritt schwerer, während der ihn tragende Mensch von Todesangst gepeinigt wurde und schließlich völlig erschöpft zusammenbrach und für den Rest seines Lebens von dem Erlebnis gezeichnet war, den Verstand verlor oder bald darauf starb.
Besonders berüchtigt war der Hackestüpp von Düren, in dessen Name auch das Verb „hackeln“ (auf dem Rücken tragen) steckt. Es gibt auch Sagen, in denen sich der Stüpp wie der Werwolf in anderen Teilen Deutschlands oder Europas verhält, d. h., er zerreißt sein Opfer, das danach aber nicht selbst zum Werwolf wird. Die Werwolfverwandlung eines Menschen, der vom Werwolf angegriffen wurde, gehört in den Bereich der modernen Trivialmythen und geht auf Curt Siodmak, den Drehbuchautor des klassischen Horrorfilms The Wolf Man (1942), zurück, ist jedoch in den traditionellen Volksüberlieferungen Europas nicht nachweisbar.

## Beziehungen zur Figur des untoten Wiedergängers
Der Stüpp bevorzugte, wie die Volksüberlieferungen besagen, typische Orte, an denen auch Wiedergänger und lebende Leichen auftraten, z. B. Kreuzwege, Friedhöfe oder Stätten, an denen Mordtaten geschehen waren oder Menschen sich das Leben genommen hatten. Entweder lauerte er dort seinen Opfern auf oder ließ sich von ihnen an einen solchen Ort schleppen. Dies lässt den Schluss zu, dass zumindest die rheinische Variante des Werwolfs ursprünglich als wiederkehrender Toter oder als Träger von Totenseelen gedacht war und nicht primär als ein Mensch, der sich dank zauberischer Fähigkeiten in einen Wolf verwandeln konnte.
Zenker hat in der Eifel eine Sage aufgeschrieben, die berichtet, dass ein Selbstmörder kurz nach seinem Tod den Menschen als ein riesengroßer Wolf erscheint. Der mögliche Zusammenhang zwischen dem Wiedergänger und dem Werwolf ist, sofern er tatsächlich bestanden hat, in den letzten Jahrhunderten verblasst, möglicherweise unter dem Einfluss des Hexenglaubens, da der Werwolf teilweise zum männlichen Gegenstück zur Hexe geraten ist. So ist in jüngeren Versionen der Sage vom Stüpp stets die Rede von einem Gürtel aus Wolfsfell, den sich der zauberisch veranlagte Mensch um die Hüften wickelte oder schnallte, wenn er die Gestalt des Raubtiers annehmen wollte.

## Traditionelle Maßnahmen gegen den Stüpp
Wenn ein Mensch vom Stüpp angefallen wurde, konnte er sich nur bedingt wehren. Ähnlich wie bei der als Aufhocker bekannten Spukgestalt litt das Opfer unter starken Beklemmungen und Panikattacken, die ihm oft die Sinne raubten. In einigen Sagen ist jedoch die Rede davon, dass ein Mann dem aufhockenden Werwolf ein Messer in die Pfote oder an die Stelle, wo der Werwolfgürtel saß, stieß und damit dem Spuk ein Ende machte. Hatte er einen konkreten Verdacht bezüglich des Unholds, der ihn angegriffen hatte, so brauchte er nur dessen Namen zu rufen.
Der Dürener Hackestüpp wurde enttarnt, weil ein Bauer sich nicht zu Boden drücken ließ, sondern den Unhold in sein Haus schleppte und die Bäuerin dem Werwolf ein silbernes Kruzifix genau auf die Stirn, „wo einst das Taufwasser geflossen war“ (H. Hoffmann), schlug. Wie gegen jede andere Spielart des Werwolfs konnte man sich gegen den Stüpp wehren, wenn man ihm ein Tuch – häufig eine Schürze – hinwarf, in die sich der Unhold dann verbiss. Später konnte man den zurückverwandelten Werwolf leicht enttarnen, weil ihm noch Fäden des zerrissenen Kleidungsstücks zwischen den Zähnen hingen. Da das Beinahe-Opfer einer solchen Attacke häufig die Tochter des Werwolfs ist, glauben psychoanalytisch geschulte Volkskundler hieraus eine symbolhafte Bearbeitung der Inzestproblematik herauslesen zu können, ähnlich wie beim Märchen vom Rotkäppchen (s. Blécourt).

## Der Stüpp im Rahmen der rheinischen Spukgestalten
Die Figur des Werwolfs hat sich mit anderen aufhockenden Spukgestalten vermischt, vor allem mit dem Bahkauv (Bachkalb), einem dämonischen Wesen, das an Wasserläufen den Menschen auflauerte und sich von ihnen auf die andere Seite des Baches oder Flüsschens tragen ließ. In Aachen und Düren wurden dem Bachstüpp bzw. dem Bachkalb sogar therapeutische Fähigkeiten zugeschrieben, denn es heilte jeden, der einmal von ihm geritten worden war, von der Trunksucht. In der Figur des aufhockenden Tiers schimmern noch Spuren eines urtümlichen Totenglaubens durch, denn die unheimlichen Wesen waren eigentlich Wiedergänger, die Tiergestalt angenommen hatten und den Lebenden aufhockten – eine symbolische Handlung, die darauf abzielte, ihnen die Lebenskraft zu entziehen. Wie alle dämonischen Geschöpfte scheuten sie die Berührung mit dem fließenden Wasser, dem Sinnbild der Reinheit, die ihnen als unreinen Wesen zuwider sein musste.
Andere aufhockende Unholde in der rheinländischen Sagenwelt waren große Hunde mit riesigen, glühenden Augen, die als Zubbelsdeer („Zotteltier“) bezeichnet wurden und vermutlich die Schwundstufe eines ursprünglichen Werwolfs waren. Diese Variante entstand vermutlich erst in den letzten zwei Jahrhunderten, nachdem die Wölfe als Bedrohung der bäuerlichen Existenz im Rheinland gänzlich verschwunden bzw. ausgerottet waren. In demselben Maße, wie der Werwolf durch den dämonischen Hund ersetzt wurde, verblich auch der Glaube an einen Menschen, der sich in das bedrohliche Tier verwandelt hatte. Viele der Personen, die zwischen 1900 und 1925 von Volkskundlern befragt wurden, kannten den Stüpp nur noch als gespenstisches Wesen. In verschiedenen Sagen, die um 1900 aufgezeichnet wurden, ist der Stüpp zu einem harmlosen, wenn auch lästigen Quälgeist geraten.

## Möglicher historischer Hintergrund der Sagenfigur
Seinen Namen verdankt der Stüpp dem Bauern Peter Stump, der als Werwolf von Bedburg in die Kriminalgeschichte einging. Der Mann wurde am 31. Oktober 1589 zusammen mit seiner Tochter und seiner Geliebten hingerichtet, weil er angeblich einen Pakt mit dem Teufel geschlossen hatte und sich in einen Wolf verwandeln konnte. In dieser Gestalt hatte er angeblich mindestens dreizehn Menschen grausam getötet. Der Fall wurde in Flugblättern und Pamphleten ausführlich geschildert. Eine umfangreiche Druckschrift, die 1590 in London gedruckt wurde, ist die einzige wirkliche Quelle, aber die Schilderungen müssen mit allerlei Fragezeichen versehen werden, und es ist nicht ausgeschlossen, dass Peter Stump ein Opfer der Gegenreformation wurde. Einiges spricht dafür, dass er zur Abschreckung der Bevölkerung von Bedburg, die zum Protestantismus übergetreten war, besonders grausam (inkl. Ausreißen von Fleisch mit glühenden Zangen und Rädern bei lebendigem Leibe) hingerichtet wurde und der Vorwurf der Werwolferei nur einen Vorwand darstellte, den die Menschen leicht durchschauten und als massive Warnung von Seiten der Obrigkeit (z. B. des Kurfürsten und Erzbischofs von Köln) verstanden.
Der Werwolfglaube in der Gegend westlich von Köln scheint weit in die Vergangenheit zurückzureichen, wie die zahlreichen örtlichen Sagen belegen. Insofern ist es nicht verwunderlich, dass der erste wichtige Werwolfprozess auf deutschem Boden hier stattfand, wobei es gleichgültig ist, ob es bei dem Verfahren wirklich um vermeintliche Zauberei ging oder ob es sich um einen politisch motivierten Schauprozess handelte. Dass die Obrigkeit den Bauern Stump wegen Gestaltwandlung anklagte, lässt den Schluss zu, dass dies ein Vergehen war, das allseits bekannt war und gefürchtet wurde. Der Prozess hat denn auch seine Spuren im Volksglauben hinterlassen. Kaum eine Gegend in Europa kann so viele Werwolfsagen aufweisen wie dieser Teil des Rheinlandes, und die Gestalt des Werwolfs ist im Volksglauben so übermächtig geworden, dass sie andere Spukgestalten verdrängt oder sich mit ihnen vermischt hat, so etwa mit dem Aufhocker. Erst mit der Ausrottung der Wölfe nach dem Beginn der preußischen Herrschaft im Rheinland (1815) verblasste auch die Figur des Werwolfs.
Einzelne Sagen, so etwa die vom Dürener Hackestüpp, lassen den Schluss zu, dass sich Straßenräuber in früheren Zeiten die Angst der Landbevölkerung vor dem aufhockenden Werwolf zu Nutze machten und ihren Opfern zu nächtlicher Stunde, mit einem Fell bekleidet auflauerten. Ähnliches wird in schwankhafter Weise auch vom Aachener Bachkalb berichtet, das über Jahre hinweg Betrunkene ansprang und ausraubte, bis ein kräftiger Schmied das Untier überwältigte und im Fell einen Stadtwächter vorfand.

## Trivia
Der Hackestüpp wird in der 4. Folge der 4. Staffel der ARD-Serie Mord mit Aussicht thematisiert.